# Johnny Griffin
Johnny Griffin (24. dubna 1928 Chicago – 25. července 2008 Mauprévoir) byl americký jazzový saxofonista.
Ve čtrnácti letech začal hrát na altsaxofon a nedlouho poté hrál i s T-Bone Walkerem. O několik let později se připojil k bigbandu Lionela Hamptona (již tenorsaxofon). V letech 1951–1953 hrál ve armádní kapele. Rovněž spolupracoval s hudebníky, jako byli Thelonious Monk, Dizzy Gillespie, Art Blakey, Nat Adderley, Blue Mitchell, Count Basie a další. Rovněž vydal řadu alb pod svým jménem a několik společně s Eddiem „Lockjaw“ Davisem.